# Гаетан Перрен
Гаетан Перрен (фр. Gaëtan Perrin, нар. 7 червня 1996, Ліон, Франція) — французький футболіст, півзахисник клубу «Осер».

## Ігрова кар'єра
Гаетан Перрен є вихованцем молодіжної команди «Ліона» зі свого рідного міста. З 2014 року футболіст почав виступати за другу команду «Ліона» у Національному чемпіонаті. У лютому 2016 року Перрен дебютував у першій команді у турнірі Ліга 1, коли вийшов на заміну в кінці матча проти «Кан».
Та не маючи постійної ігрової практики в «Ліоні», Перрен змушений був влітку 2017 року відправитися в оренду до кінця сезону у клуб Ліги 2 «Орлеан». Та вже в січні 2018 року футболіст підписав з клубом контракт на постійній основі. У 2021 році після завершення контракту з «Орлеаном», Перрен як вільний агент перейшов до «Осера». З яким у першому сезоні через перехідні ігри вийшов до Ліги 1.